# Ла Хоја (Њу Мексико)
Ла Хоја (енгл. La Joya) насељено је место без административног статуса у америчкој савезној држави Њу Мексико.

## Демографија
По попису из 2010. године број становника је 82.
| Група             | 2000.    | 2010.      |
| Белци             | 0 (0,0%) | 26 (31,7%) |
| Афроамериканци    | 0 (0,0%) | 0 (0,0%)   |
| Азијати           | 0 (0,0%) | 0 (0,0%)   |
| Хиспаноамериканци | 0 (0,0%) | 55 (67,1%) |
| Укупно            | 0        | 82         |